# Alan Pulido
Alan Pulido Izaguirre (8 de març de 1991) és un futbolista mexicà.

## Selecció de Mèxic
Va formar part de l'equip mexicà a la Copa del Món de 2014.